# Anton Makurin
Anton Jur'evič Makurin (in russo Антон Юрьевич Макурин?; Tomsk, 12 dicembre 1994) è un calciatore russo, centrocampista del Sibir'.

## Carriera
Ha giocato nella massima serie russa.